# Mascaromyia grimaldii
Mascaromyia grimaldii är en tvåvingeart som beskrevs av Grichanov 2004. Mascaromyia grimaldii ingår i släktet Mascaromyia och familjen styltflugor.
Artens utbredningsområde är Réunion. Inga underarter finns listade i Catalogue of Life.